# Oh Sadaharu
Oh Sadaharu (Japanese: 王貞治, Ō Sadaharu; sinh ngày 20 tháng 5 năm 1940), hay còn được biết với cái tên Wang Chen-chih (Chinese: 王貞治; pinyin: Wáng Zhēnzhì; Hán Nôm: Vương Trinh Trí), là một cựu cầu thủ và huấn luyện viên bóng chày chuyên nghiệp người Trung Hoa Dân Quốc sinh sống tại Nhật Bản. Ông hiện là chủ tịch CLB Fukuoka SoftBank Hawks tại hệ thống giải Bóng chày chuyên nghiệp Nhật Bản (NPB). Sự nghiệp thi đấu của ông trải dài suốt 4 thập kỉ trong màu áo Yomiuri Giants. Ông hiện nắm giữ kỉ lục thế giới về tổng số homerun trong sự nghiệp với 868 lần, bỏ xa kỉ lục tại MLB của Barry Bonds (762) hơn 100 homerun.
Oh chơi vị trị lũy một (first base) và thuận tay trái cả khi đập và ném. Ban đầu gia nhập ông lớn Giants vào năm 1959 ở vị trí tay ném, những thất bại đầu sự  khiến Oh nhanh chóng buộc phải chuyển thành một tay đập. Dưới sự hướng dẫn của huấn luyện viên Arakawa Hiroshi, Oh đã phát triển động tác vung chân kiểu "chim hồng hạc" trứ danh. Tuy mất 3 năm để tài năng nở rộ, nhưng từ đó ông đã làm mưa làm gió tại NPB. Ông dành danh hiệu dẫn đầu về số homerun trong 15 mùa and 18 lần lọt vào Đội hình ngôi sao của Central League. Là một tay đập toàn diện, Oh còn 5 lần giành danh hiệu tay đập xuất sắc nhất and 2 mùa dành danh hiệu Vua 3 Thông số (Triple Crown) tại chi giải Central League. Cùng với Oh, đội Yomiuri Giants đã giành 11 danh hiệu Nippon Series, trong đó có 9 lần liên tiếp từ 1965 tới 1973. Ông đã có 9 lần dành danh hiệu Cầu thủ xuất sắc nhất Central League.
Ngoài kỉ lục homerun thế giới, ông Oh cũng đạt nhiều kỉ lục về thông số tấn công tại NPB, như số điểm đập được (RBI) (2,170), tỉ lệ slugging (.634), số lần lên lũy bóng xấu (2,390), and chỉ số lên lũy cộng với slugging (OPS) (1.080). Ông cũng nắm giữ kỉ lục homerun trong một mùa giải (55), cho tới khi bị vượt qua bởi Wladimir Balentien năm 2013 và Murakami Munetaka năm 2022. Oh cũng là người đầu tiên được nhận giải thưởng Vinh danh Quốc dân và được vinh danh tại Đại sảnh Danh vọng Bóng chày Nhật Bản vào năm 1994.
Sau khi giã từ sự nghiệp cầu thủ, Oh làm huấn luyện viên trưởng đội Giants từ năm 1984 đến 1988, và đội Fukuoka Daiei/SoftBank Hawks từ năm 1995 đến 2008. Trên cương vị huấn luyện viên trưởng đội tuyển quốc gia Nhật Bản, ông đã cùng đội giành được chức vô địch Giải Bóng chày Thế giới (WBC) đầu tiên vào năm 2006, với chiến thắng trước Cuba trông trận chung kết. Hiện ông đang giữ chức chủ tịch CLB Hawks.

## Sự nghiệp thi đấu

### Sự nghiệp học đường
Oh nhập học trường trường trung học Waseda Jitsugyo và lọt vào đội tuyển trường. Năm 1957, trường đã lọt vào Giải đấu Koshien Mùa xuân với Oh là học sinh năm hai và cầu thủ ném bóng chủ chốt. Trước thềm giải đấu, Oh bị phồng rộp nghiêm trọng ở hai ngón tay ném bóng, nhưng vẫn lên ném toàn bộ trận đầu tiên tại Koshien và cùng đội giành chiến thắng. Ngày hôm sau, Oh tiếp tục ném trọn một trận nữa và giành chiến thắng, nhưng vết phồng rộp ngày càng tệ hơn. Oh phải đối mặt với viễn cảnh phải thi đấu thêm hai trận nữa trong hai ngày liên tiếp để giành chức vô địch trong tình trạng chấn thương. Ông đã quyết định nén đau và ném tiếp trọn một trận nữa và giành chiến thắng.
Oh đã suýt soát hoàn thành trận ném trọn vẹn thứ tư trong vòng bốn ngày, với chiến thắng cách biệt tối thiểu. Tuy cùng trường Waseda giành chức vô địch, Oh không được phép chơi ở Đại hội thể thao quốc gia Nhật Bản (Kokutai) vì là người Trung Quốc. 

### Sự nghiệp chuyên nghiệp
Năm 1959, ông ký hợp đồng chuyên nghiệp đầu tiên với tư cách là cầu thủ ném bóng cho CLB Yomiuri Giants. Tuy nhiên, Oh không có đủ tư chất để tiến xa ở vị trí giao bóng, và sớm bị điều sang chơi ở vị trí chốt một, đồng thời chăm chỉ luyện tập dưới trướng huấn luyện viên Arakawa Hiroshi để cải thiện kỹ năng đánh bóng của mình. Điều này dẫn đến việc hình thành của dáng đánh cao chân kiểu "hồng hạc" đặc trưng của Oh. Tỷ lệ đánh bóng của ông tăng từ 0,161 trong mùa giải tân binh lên 0,270 vào năm 1960, và số home run ông ghi được tăng gấp đôi. Thành tích của ông giảm nhẹ ở cả hai hạng mục trên vào năm 1961, nhưng Oh thực sự tỏa sáng vào năm 1962 khi đánh được 38 home run.
Năm 1964, Oh đã đánh được 55 home run, một kỷ lục trong một mùa giải mà ông nắm giữ trong 37 năm cho đến khi bị Tuffy Rhodes san bằng vào năm 2001. Oh đã vượt qua mốc 50 home run trong một mùa giải hai lần, vào năm 1973 và 1977.
Oh cũng đã kết thân với Hank Aaron, một đồng nghiệp cùng đẳng cấp tại Major League Baseball. Hai người đã đối đầu nhau trong một cuộc thi home run trước một trận đấu giao hữu tại Sân vận động Korakuen vào ngày 2 tháng 11 năm 1974, sau mùa giải Aaron phá vỡ kỷ lục home run của Babe Ruth. Vào thời điểm đó, Oh cũng đã bỏ xa kỷ lục về số home run ở giải Nhật Bản khi trở thành cầu thủ Nhật Bản đầu tiên đánh được 600 home run trong sự nghiệp. Aaron đã thắng cuộc thi trên với tỉ số 10–9.
Thành tích đánh bóng của Oh được hưởng lợi từ thực tế là trong phần lớn sự nghiệp, ông được xếp đánh thứ ba trong đội hình của Giants, trước lượt một tay đánh bóng rất nguy hiểm khác là Nagashima Shigeo; hai cầu thủ tạo thành song sát mang tên O-N Hou (ON砲, nghĩa là Trọng pháo Oh-Nagashima) thống trị giải đấu. Tuy nhiên, trong cuốn tự truyện của mình, Sadaharu Oh: Một cách chơi bóng chày theo phong cách Thiền tông (ISBN 978-0812911091 ), Oh cho biết ông và Nagashima không thân thiết do khác biệt về tính cách, và hiếm khi dành thời gian bên nhau ngoài sân cỏ.
Oh Sadaharu giải nghệ năm 1980 ở tuổi 40, sau khi đạt được 2.786 hit (thứ ba sau Harimoto Isao (Jang Hoon) và Nomura Katsuya), đánh về 2.170 điểm, tỷ lệ đánh bóng trong suốt sự nghiệp 0,301 và 868 home run.